# Келеберда (пам'ятка природи)
Келеберда́  — геологічна пам'ятка природи місцевого значення в Україні. Розташована в межах Кременчуцького району Полтавської області, при західній околиці села Келеберда (на березі Дніпра).
Площа 5 га. Статус надано згідно з рішенням облвиконкому № 437 від 16.11.1979 року. Перебуває у віданні Келебердянської сільської ради (на момент рішення перебував у віданні рибколгоспу ім. Г. К. Орджонікідзе).
Статус надано для збереження місць виходу на денну поверхню гірської породи — мігматиту, яка місцями утворює невеликі скелі.

## Галерея

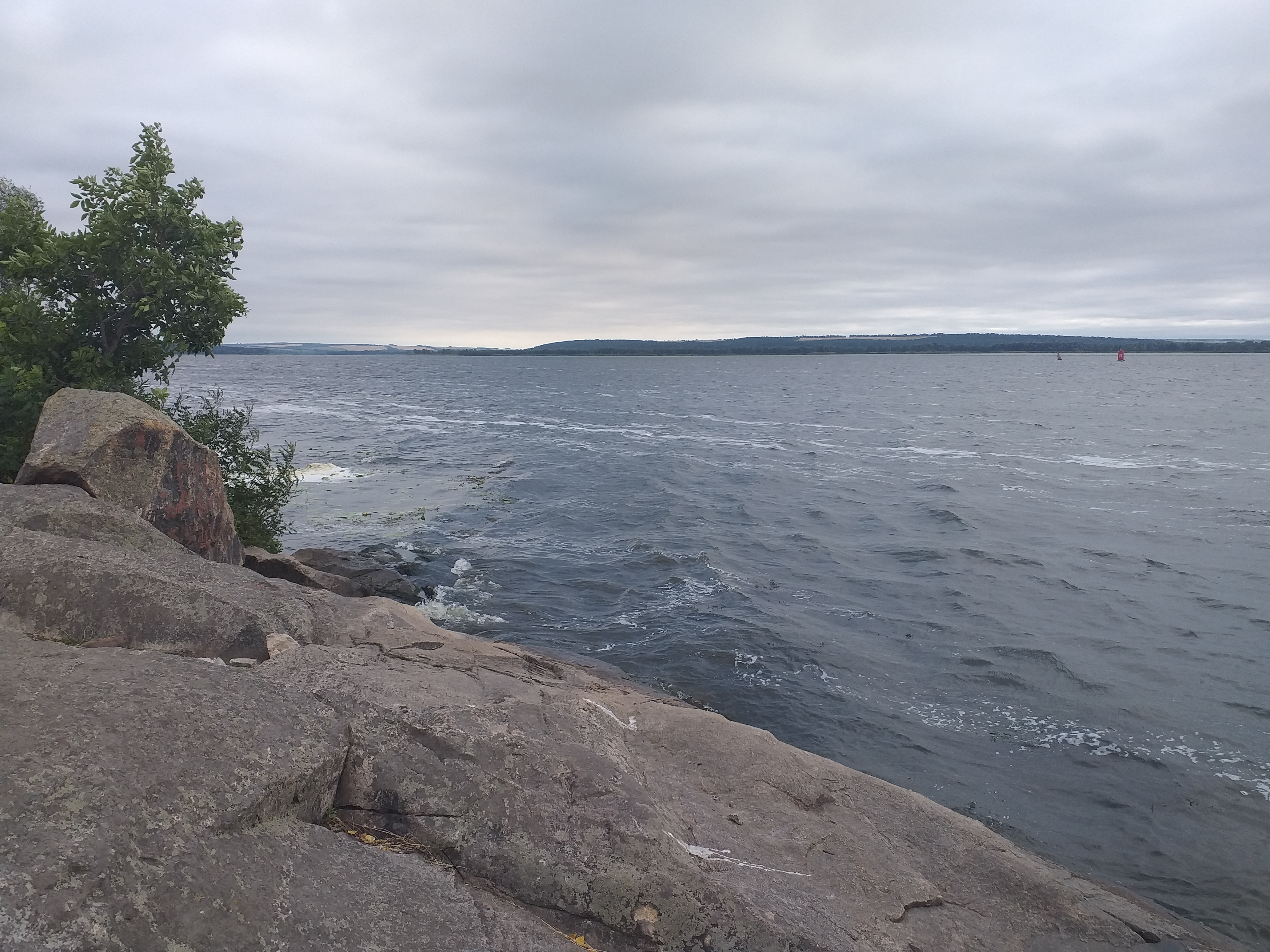
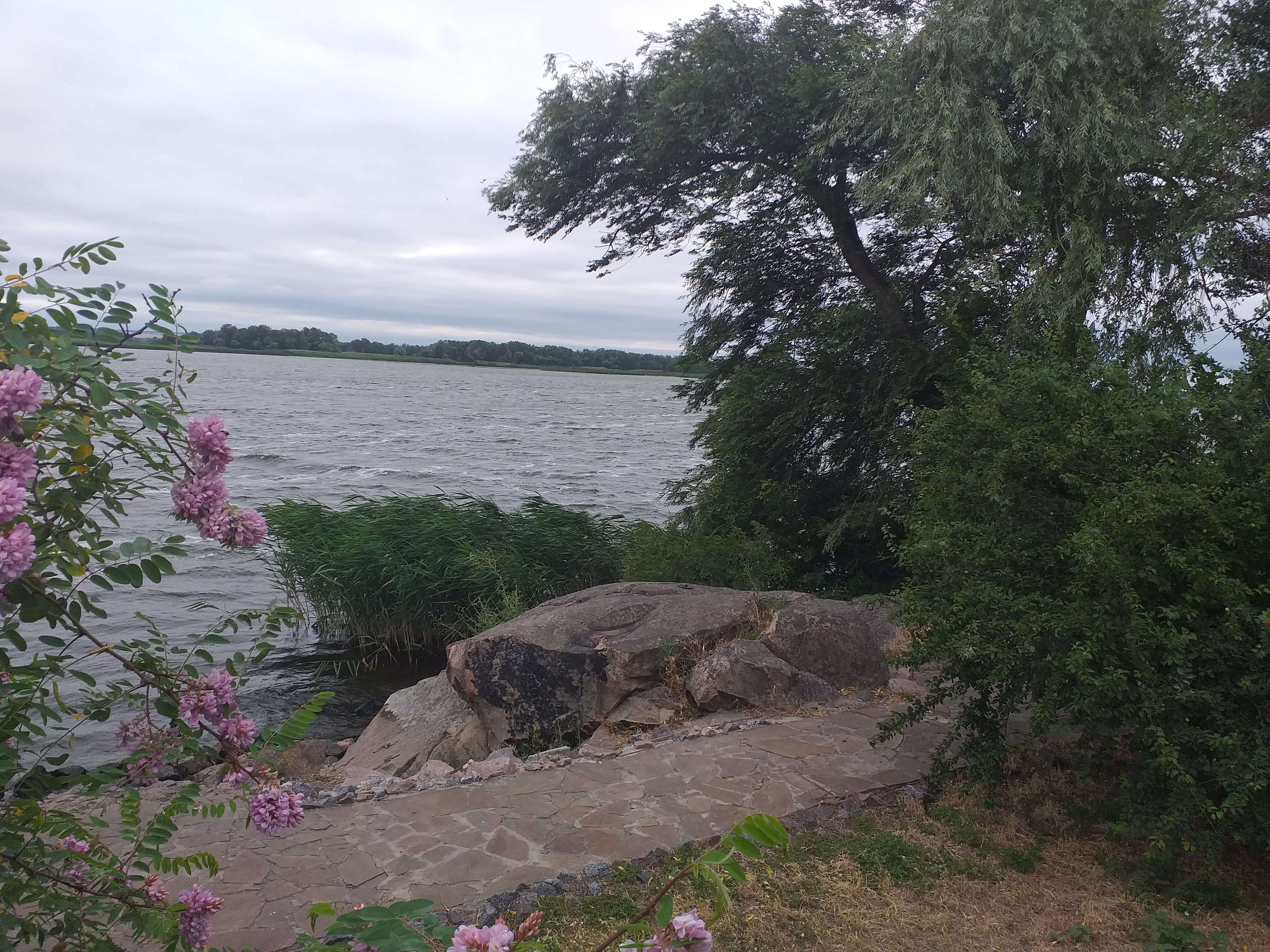
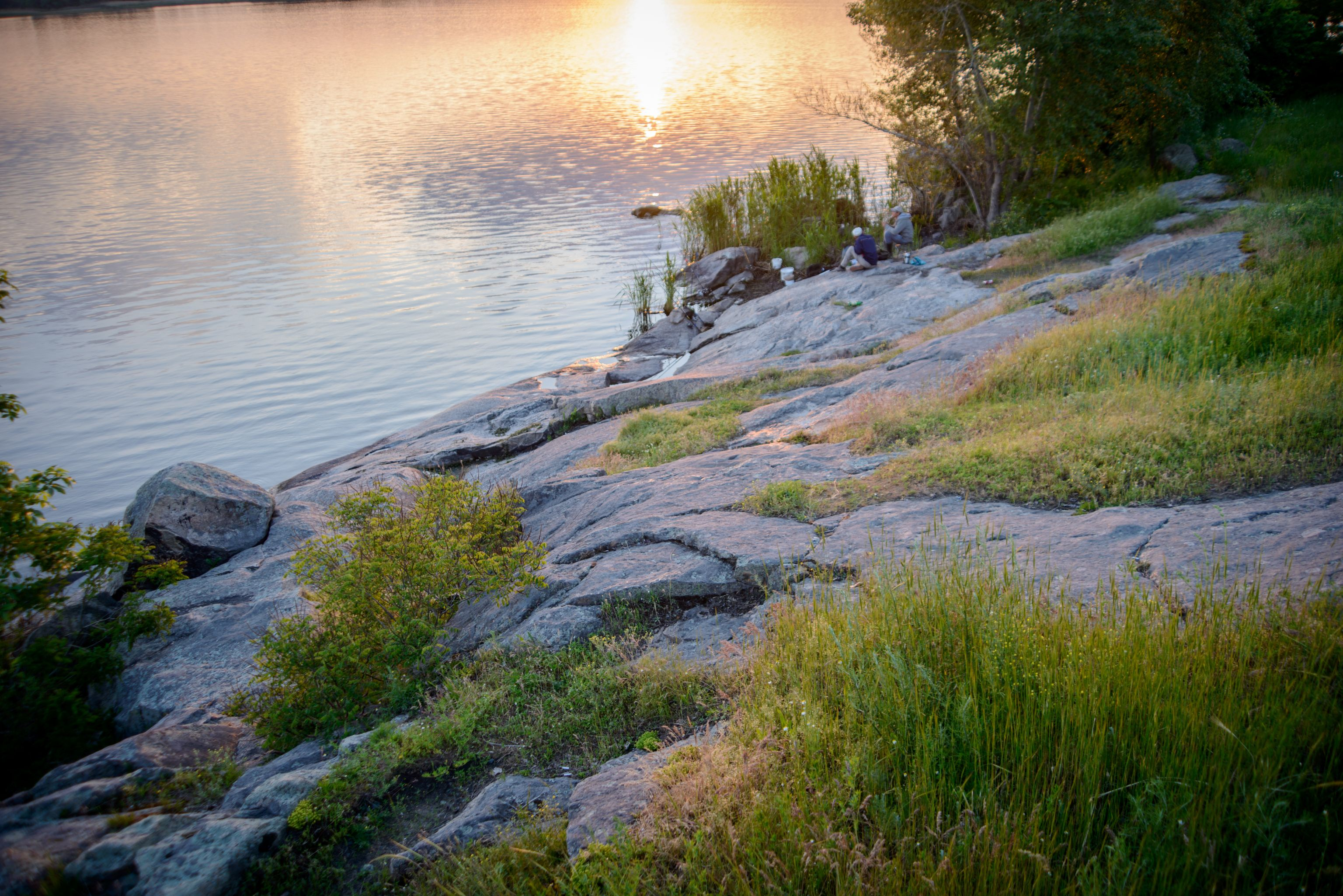
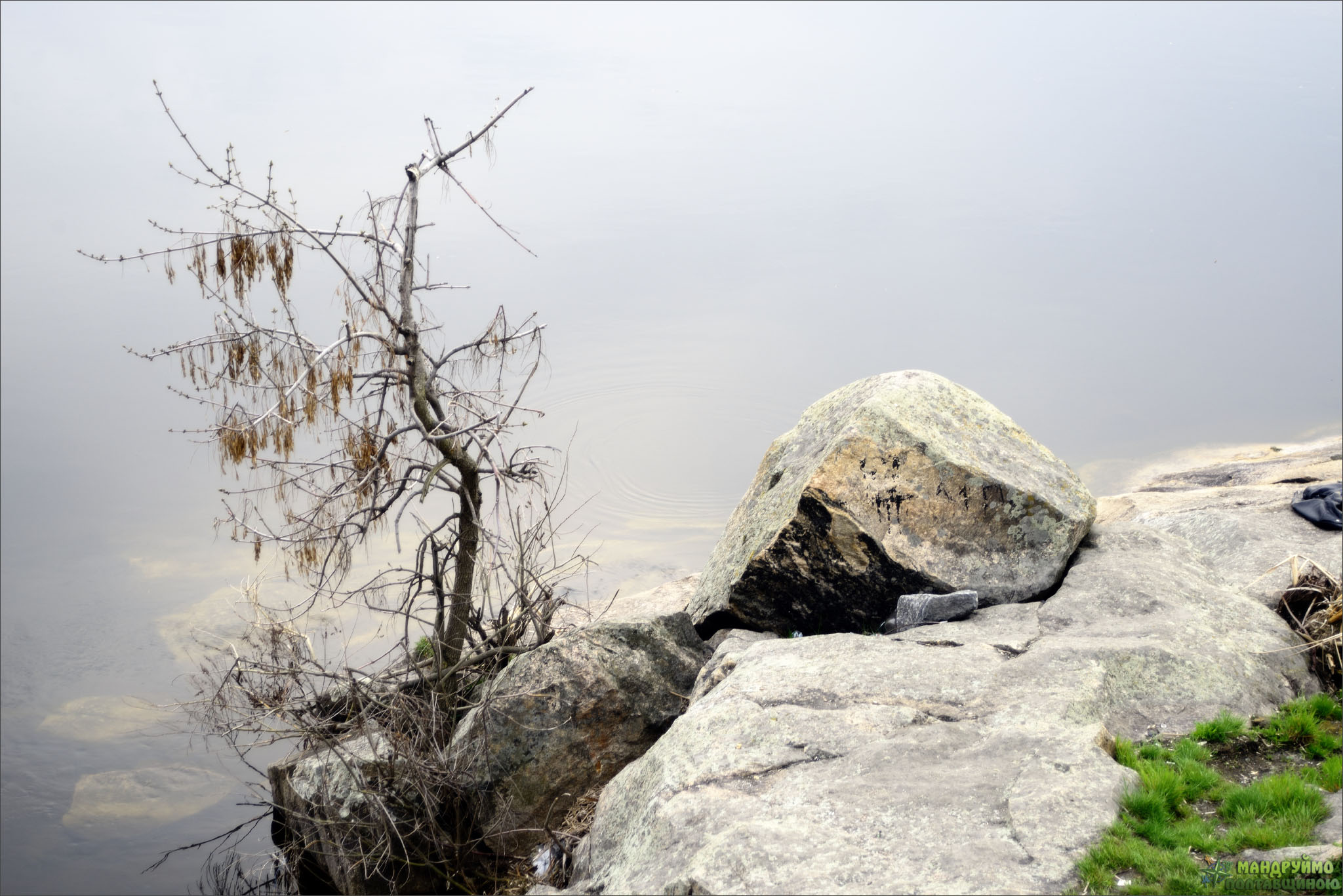
Виходи мігматитів
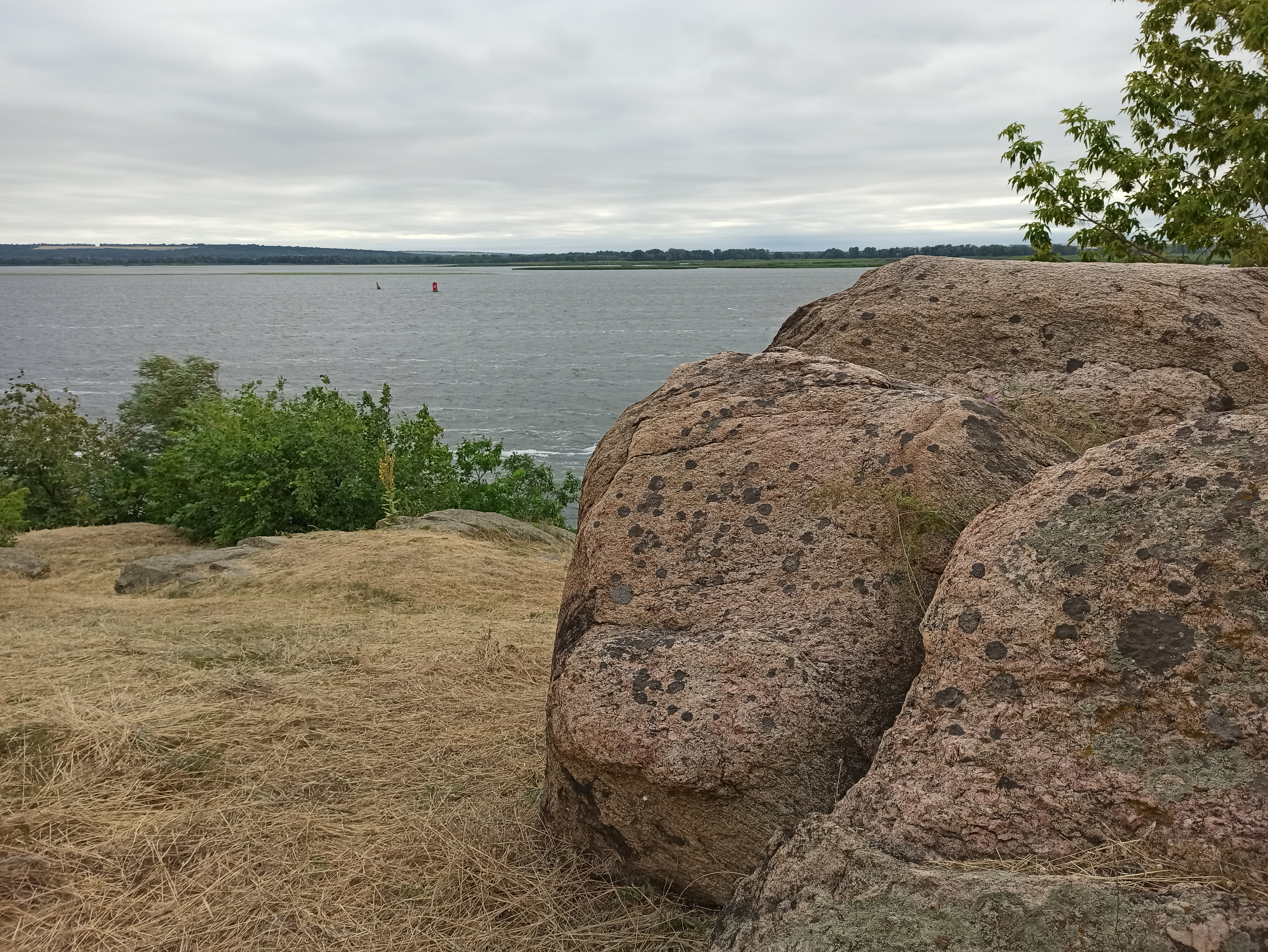
Гірські породи на березі Дніпра
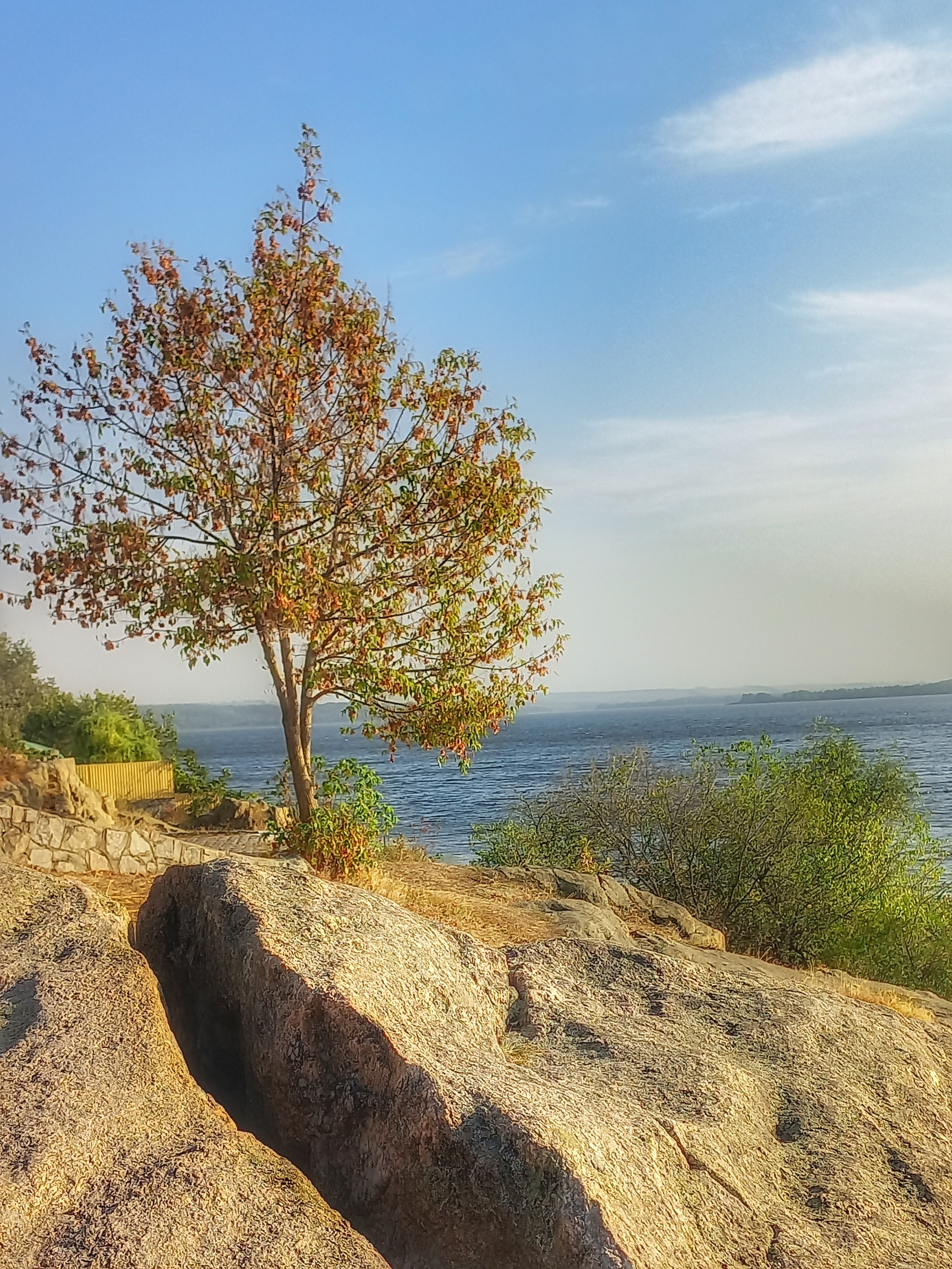